# États successeurs de l'Empire byzantin

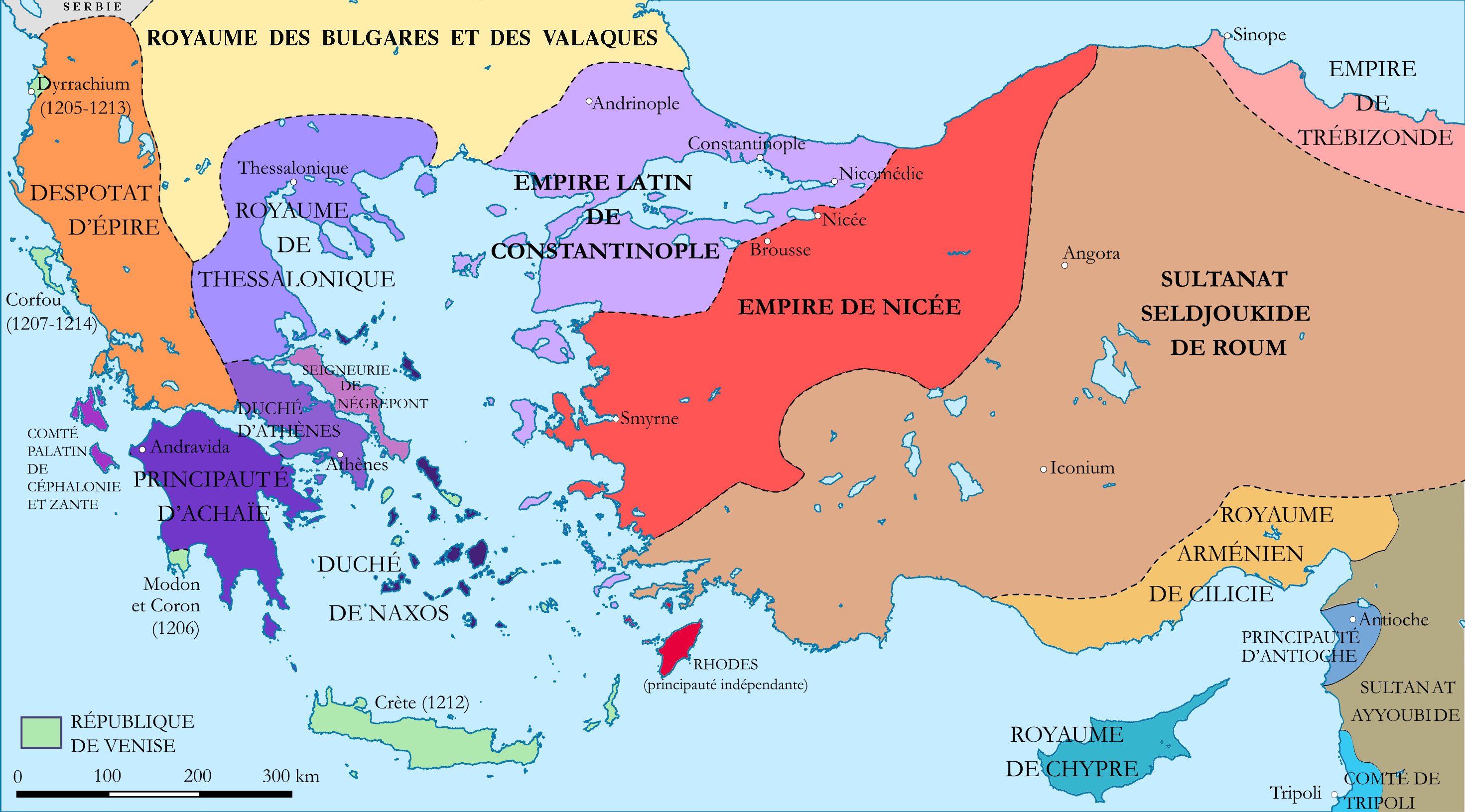
États successeurs de l'empire byzantin après la quatrième croisade (1204).

Après la chute de l'empire byzantin au terme de la quatrième croisade en 1204, et jusqu'à son rétablissement en 1261, quatre États croupions ont vu le jour sur les vestiges de l'empire byzantin,,.
Il s'agit de :
- l'empire de Nicée
- l'empire de Trébizonde
- le despotat d'Épire
- l'empire de Thessalonique.